# You're on Your Own, Kid
«You're on Your Own, Kid» (укр. Ти сама по собі, крихітко) — пісня американської співачки Тейлор Свіфт з її десятого студійного альбому Midnights. Композиція була написана і спродюсована Свіфт спільно з Джеком Антоноффом, вона розповідає історію про невзаємне кохання під час юності оповідачки. Пісня отримала теплий прийом від критиків та мала комерційний успіх.

## Передісторія пісні та її вихід

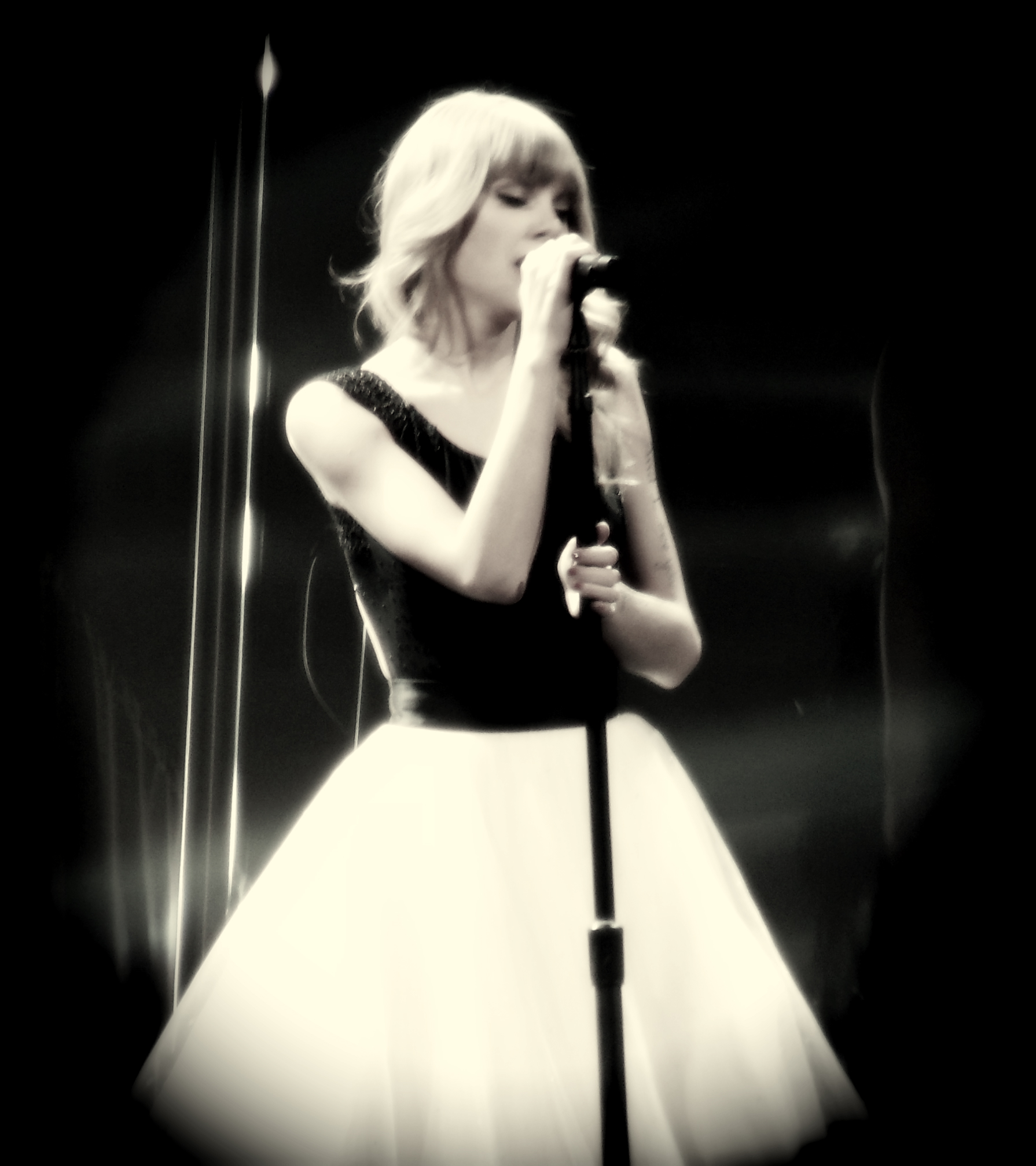
Тейлор Свіфт страждала розладом харчової поведінки.

Першою спільною роботою Тейлор Свіфт та Джека Антонофф стала пісня «Sweeter Than Fiction» 2013 року для фільму «Мрії збуваються!». Випущена синті-поп-композиція стала провісником одного з найуспішніших альбомів співачки 1989 і послужила початком їхньої подальшої спільної праці, з того часу Антонофф брав участь у створенні усіх майбутніх альбомів виконавиці.
В 2020 році вийшов документальний фільм «Міс Американа», знятий режисеркою Ланою Вілсон, в ньому співачка зізналася, що страждала розладом харчової поведінки, це стало однією з тем пісні. Під час вручення Свіфт нагороди за її короткометражний фільм «Все занадто добре» (англ. «All Too Well: The Short Film») на церемонії MTV Video Music Awards 2022 року вона анонсувала свій десятий студійний альбом Midnights. Тейлор описала альбом як «історії безсонних ночей із різних моментів її життя». На відміну від попередніх її робіт Folklore та Evermore, самою Тейлор та виданнями альбом був відзначений як автобіографічний.
Як описує Свіфт, композиція стала п'ятою на альбомі, бо для неї стало традицією обирати «насправді чесні, емоційні, вразливі та особисті пісні» на цей номер.

## Мелодія та текст пісні

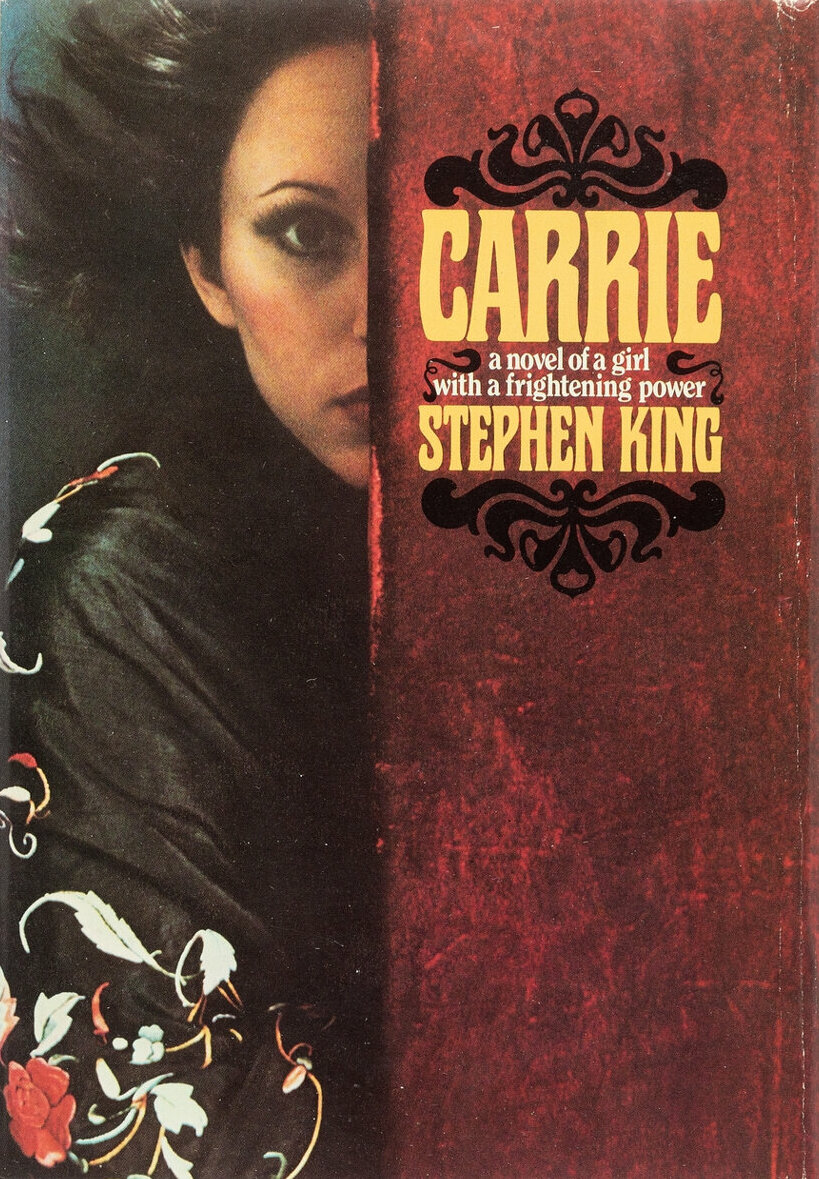
В пісні використовується образ, що відсилає до Керрі Вайт з роману Стівена Кінга.

Композиція «You're On Your Own, Kid» це синті-поп-балада від першої особи. Пісня починається з приглушеного інструменталу та переходить до крещендо. Вона розповідає про нерозділене кохання молодої дівчини, яка безуспішно намагається звернути на себе увагу коханого. За своєю суттю композиція є куди похмурішим відображенням хіта співачки «You Belong With Me» 2008 року, вона згадує тему відмови від їжі як одного зі наслідків розладу харчової поведінки, на який страждала Свіфт: «Я влаштовувала вечірки і морила себе голодом, ніби б мене врятував ідеальний поцілунок». Так, для пісні Свіфт змінює свій вокальний діапазон, який відповідає тому, що був у неї під час запису її другого студійного альбому Fearless. Похмура емоційна частина тексту пісні «ховається» за яскравою та веселою поп-мелодією, що знаходить відображення в тексті: «Я вдаю, що все нормально, оточена найкращими з них, я терпляче чекаю, він зверне на мене увагу. Все добре, ми ж найкращі друзі, начебто». Однією з головних тем пісні є відчуття самотності: «Ти сама по собі, крихітко. Ти завжди була». Наприкінці пісні Свіфт залишає життєствердне напуття.

## Рецензії
Пісня отримала теплий прийом від критиків. Куїн Морленд з Pitchfork назвала пісню блискучою. Кейт Соломон у своїй рецензії для британської газети I назвала пісню найсумнішою та найемоційнішою на альбомі. Джон Мерфі з MusicOMH назвав композицію однією із найкращих моментів на альбомі. Роб Шефілд з Rolling Stone відзначив емоційну складову пісні. У рецензії Sputnikmusic альбом Midnights отримав багато критики, проте «You're On Your Own, Kid» була відзначена одним з його позитивних аспектів. Алекс Хоппер з American Songwriter відзначив пісню як улюблену на альбомі серед прихильників співачки, та відзначив її як одну з найкращих на Midnights.

## Вплив

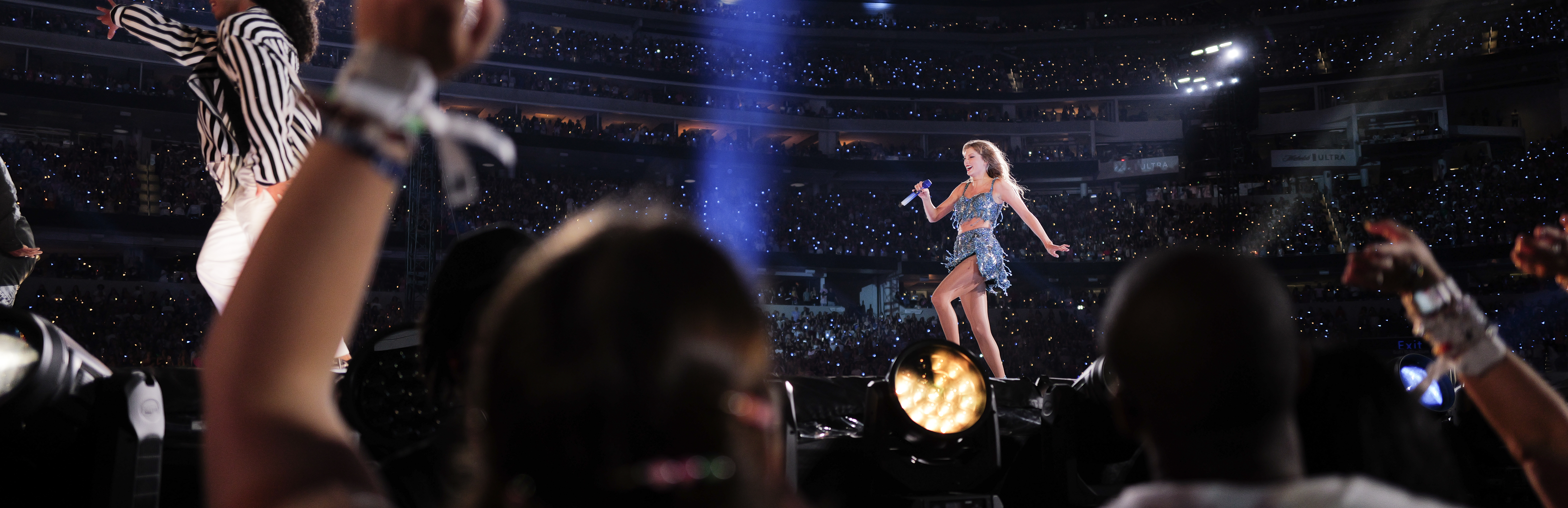
Фанати одягали «браслети дружби» та обмінювалися ними під час The Eras Tour.

Не зважаючи на те, що «You're On Your Own, Kid» не стала синглом, пісня стала одною з найбільш успішніших на альбомі. Кінець пісні став причиною масової традиції у фанатів співачки одягати саморобні «браслети дружби» під час The Eras Tour, до неї примкнуло багато прихильників та зірок. Серед них був відомий гравець в американський футбол Тревіс Келсі. Після того, як він прийшов на концерт співачки, він дав інтерв'ю, в якому розповів, що був засмучений тим фактом, що в нього не було нагоди обмінятися з Свіфт браслетом, який він зробив для неї. Завдяки цьому інтерв'ю Свіфт помітила його, через деякий час вони почали зустрічатися.

## Комерційний успіх
В перший тиждень після виходу альбому Midnights Свіфт встановила історичний рекорд в американському Billboard Hot 100, ставши першим артистом, який зайняв увесь топ-10 чарту. Серед цих пісень була «You're On Your Own, Kid», посівши 8 місце. Пізніше Billboard повідомив, що для цього пісням вистачило лише стрімінгових прослуховувань, не враховуючи успіх на радіо та продажі. Пісня також зайняла 7 місце у всесвітньому чарті Billboard. Композиції було присуджено сертифікації за продажі у кількох країнах: Австралії, Канаді, Іспанії та Великій Британії.

### Чарти
| Чарт (2022—2023)                          | Найвища позиція |
| ----------------------------------------- | --------------- |
| Австралія (ARIA)                          | 6               |
| Аргентина (Billboard)                     | 98              |
| Канада (Canadian Hot 100)                 | 6               |
| Хорватия (Billboard)                      | 18              |
| Чехія (Singles Digitál Top 100)           | 26              |
| Данія (Tracklisten)                       | 40              |
| Франція (SNEP)                            | 107             |
| Billboard Global 200                      | 7               |
| Угорщина (Stream Top 40)                  | 36              |
| Исландія (Plötutíðindi)                   | 13              |
| Индія (IMI)                               | 19              |
| Італія (FIMI)                             | 82              |
| Литва (AGATA)                             | 24              |
| Люксембург (Billboard)                    | 22              |
| Малайзія (Billboard)                      | 11              |
| Нова Зеландія (RIANZ)                     | 20              |
| Норвегія (VG-lista)                       | 34              |
| Філіппіни (Billboard)                     | 6               |
| Синґапур (RIAS)                           | 6               |
| Словаччина (IFPI)                         | 32              |
| Південна Африка (RISA)                    | 19              |
| Іспанія (PROMUSICAE)                      | 39              |
| Швеція (Sverigetopplistan)                | 27              |
| Велика Британія (Official Charts Company) | 65              |
| США (Billboard Hot 100)                   | 8               |
| В'єтнам (Billboard)                       | 13              |